# Shaquem Griffin
Pour les articles homonymes, voir Griffin.
(en) Statistiques sur pro-football-reference
Shaquem Alphonso Griffin, né le 20 juillet 1995 à St. Petersburg, est un joueur américain de football américain qui a évolué au poste de Linebacker en National Football League (NFL) pendant quatre saisons.
Il est le frère jumeau du cornerback Shaquill Griffin, avec qui il a joué au football américain universitaire avec les Knights de l'UCF. Quand il avait quatre ans, sa main gauche doit être amputée. En 2018, il devient le premier joueur avec cette caractéristique à être sélectionné lors d'une draft de la NFL. Il passe ses trois premières saisons professionnelles avec les Seahawks de Seattle (2018-2020). Ensuite, il intègre l'équipe d'entraînement des Dolphins de Miami pendant une partie de la saison 2021 et décide de prendre sa retraite durant l'intersaison 2022.

## Biographie

### Jeunesse
Il a la particularité d'avoir été amputé d'une main à l'âge de 4 ans, ce qui lui a donnera une importante couverture médiatique dès son entrée dans la ligue malgré son handicap.

### Carrière professionnelle
Il est sélectionné par la franchise des Seahawks de Seattle en 141e choix global lors du cinquième tour de la draft 2018, devenant le premier joueur amputé à être sélectionné lors d'une draft de la NFL. Il rejoint également son frère Shaquill, sélectionné lors de la précédente draft par les Seahawks. Il signe son contrat rookie de quatre ans le 17 mai 2018.
Le 5 septembre 2020, il est libéré par les Seahawks n'étant plus repris dans l'effectif final mais le lendemain, il signe pour intégrer leur équipe d'entraînement. Le 26 septembre 2020, il est promu dans l'équipe principale pour disputer le match contre les Cowboys de Dallas mais retourne dans l'équipe d'entraînement après la rencontre. Il rejoint à nouveau l'équipe principale le 2 octobre 2020.
Le 23 juillet 2021, Griffin est engagé par les Dolphins de Miami. Il est libéré le 31 août 2021 peu avant le début de la saison régulière. Il intègre l'équipe d'entraînement le lendemain mais est finalement libéré par la franchise le 19 octobre 2021.
Le 24 août 2022, il publie un article dans The Players' Tribune (en) annonçant sa retraite de la NFL pour intégrer la NFL Legends Community, une communauté d'anciens joueurs qui offrent des services de mentorat aux joueurs actifs et discutent pour qu'ils aient une influence en dehors du terrain de jeu,.